# Pseudocentruropsis flavosignata
Pseudocentruropsis flavosignata är en skalbaggsart som beskrevs av Stefan von Breuning 1961. Pseudocentruropsis flavosignata ingår i släktet Pseudocentruropsis och familjen långhorningar.
Artens utbredningsområde är Sri Lanka. Inga underarter finns listade i Catalogue of Life.